# Houston Rockets
Houston Rockets – amerykański klub koszykarski, mający siedzibę w Houston, w stanie Teksas. Występują w Dywizji Południowo-zachodniej, Konferencji Zachodniej w National Basketball Association (NBA). Domowe spotkania Rockets rozgrywają w Toyota Center.

## Historia
Klub założony został w 1967 roku, a jego pierwotną siedzibą było San Diego.Cztery lata później „Rockets” przenieśli się do Houston. W inauguracyjnym sezonie 1967-1968 uzyskali bilans 15-67. Wraz z wyborem Elvine’a Hayesa w 1 rundzie draftu z numerem 1, sytuacja uległa znacznej poprawie i w następnym sezonie koszykarze z San Diego dotarli do półfinału konferencji gdzie ulegli w potyczce z Atlanta Hawks. Kolejne dwa sezony dla drużyny były mniej udane i nie uzyskała ona miejsc umożliwiających grę w play-offach.
W 1970 w drafcie „Rockets” uzyskali przyszłego członka Basketball Hall of Fame Calvina Murphy’ego oraz solidnego skrzydłowego Rudy’ego Tomjanovicha. W 1975 odnotowali oni pierwszy występ w play-offach od wspomnianego 1969 roku. W głównej mierze ci dwaj koszykarze stanowili o sile zespołu przez kolejne kilka sezonów do czasu przybycia do zespołu centra Mosesa Malone’a (MVP 1979 oraz 1982 jako gracz Houston) znanego ze świetnego operowania w strefie podkoszowej. Miało to miejsce w 1976 roku, Malone nabył już doświadczenie w rozgrywkach ABA, w których to rozegrał 2 sezony. Z kolejnym liderem w składzie, w 1977 „Rockets” dobrnęli do finału konferencji gdzie musieli uznać wyższość Philadelphia 76ers z Juliusem Ervingiem na czele.
„Sixers” zwyciężyli 4-2. Następujący sezon rozpoczął się dla drużyny w postaci nieprzyjemnego incydentu, w którym Rudy-T nabawił się ciężkich urazów twarzy jako mediator pojedynku. Rockets tracąc jednego z liderów na 5 miesięcy skończyli sezon z jedynie 28 zwycięstwami na koncie. W 1979 rekordem 47-35 gracze z Houston zafundowali sobie grę w play-offach. Odpadli jednak w I rundzie w rywalizacji z Atlantą Hawks. Począwszy od sezonu 1980-1981, Houston Rockets rozpoczęli grę w gronie zespołów z Konferencji Zachodniej. W tym też roku rozgrywkowym gracze z Teksasu mimo ujemnego bilansu (40-42) dostali się do finałów rozgrywek. Był to drugi taki przypadek w historii ligi, a zarazem pierwszy w dziejach klubu sukces takiej miary. Ich rywalami byli Boston Celtics, ówczesna rodzącą się potęga koszykówki dowodzona przez Larry’ego Birda. Po kilku ciężkich spotkaniach Rockets stracili inicjatywę i ostatecznie przegrali 4-2. Po nieudanych rozgrywkach w sezonie 1981-1982 zdecydowano o wymianie Malone’a na Caldwella Jonesa z 76ers. W tym okresie Rockets przeżywali kryzys. W sezonie 1982–1983 pobili swój niechlubny rekord pod względem liczby przegranych (14-68).
Sytuacja zmieniła się po 2 kolejnych wyborach nr 1 w drafcie. Byli to kolejno Ralph Samson, pierwsza supergwiazda ligi akademickiej, jeden z najwyższych graczy w historii. Hakeem Olajuwon, niewątpliwa legenda i ikona klubu, w którym spędził 17 lat. Obaj wymiennie grali na pozycjach silnego skrzydłowego oraz środkowego przez co zyskali miano „The Twin Towers”.
W 1994 roku drużyna zwyciężyła w rozgrywkach NBA, wygrywając w finałach 4:3 z New York Knicks. Rok później znów dotarli do finałów NBA, gdzie pokonując Orlando Magic 4-0, po raz drugi z rzędu zostali mistrzami NBA. MVP finałów dwukrotnie został środkowy Hakeem Olajuwon. W lutym 2006 Moochie Norris został wymieniony z New Orleans/Oklahoma City Hornets za Macieja Lampe. 19 lutego 2006 i 17 lutego 2013 w Houston w Toyota Center odbył się NBA All-Star Game. W sezonie 2007/2008 drużyna Houston Rockets wygrała 22 mecze z rzędu ustanawiając drugi w tej kategorii rekord, niestety w sezonie 2012/2013 Miami Heat wyprzedziło ich w tej klasyfikacji, równocześnie spychając ich na 3 miejsce.
Po odejściu Daryla Moreya ze stanowiska generalnego managera, nowym GM został Rafael Stone.
W październiku 2020 nowym trenerem zespołu został Stephen Silas.  25 kwietnia 2023 trenerem Houston Rockets został Ime Udoka.
W sezonie 2023/2024 rozpoczęło się odrodzenie Houston Rockets, którzy w latach 2023-2023 wygrali 59 spotkań. Projekt odbudowy drużyny oparty na grze młodych zawodników korzystających z doświadczenia weteranów przyniósł fazę play-off w sezonie 2024/2025.

## Areny

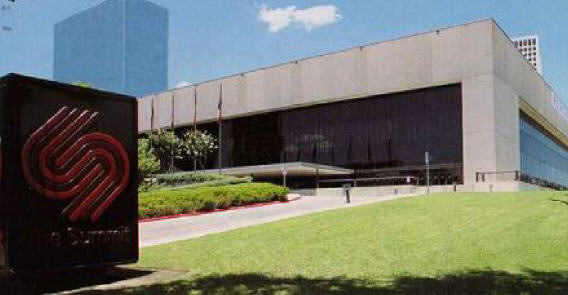
The Summit (później Compaq Center) – dom Rockets od 1975 do 2003 roku.

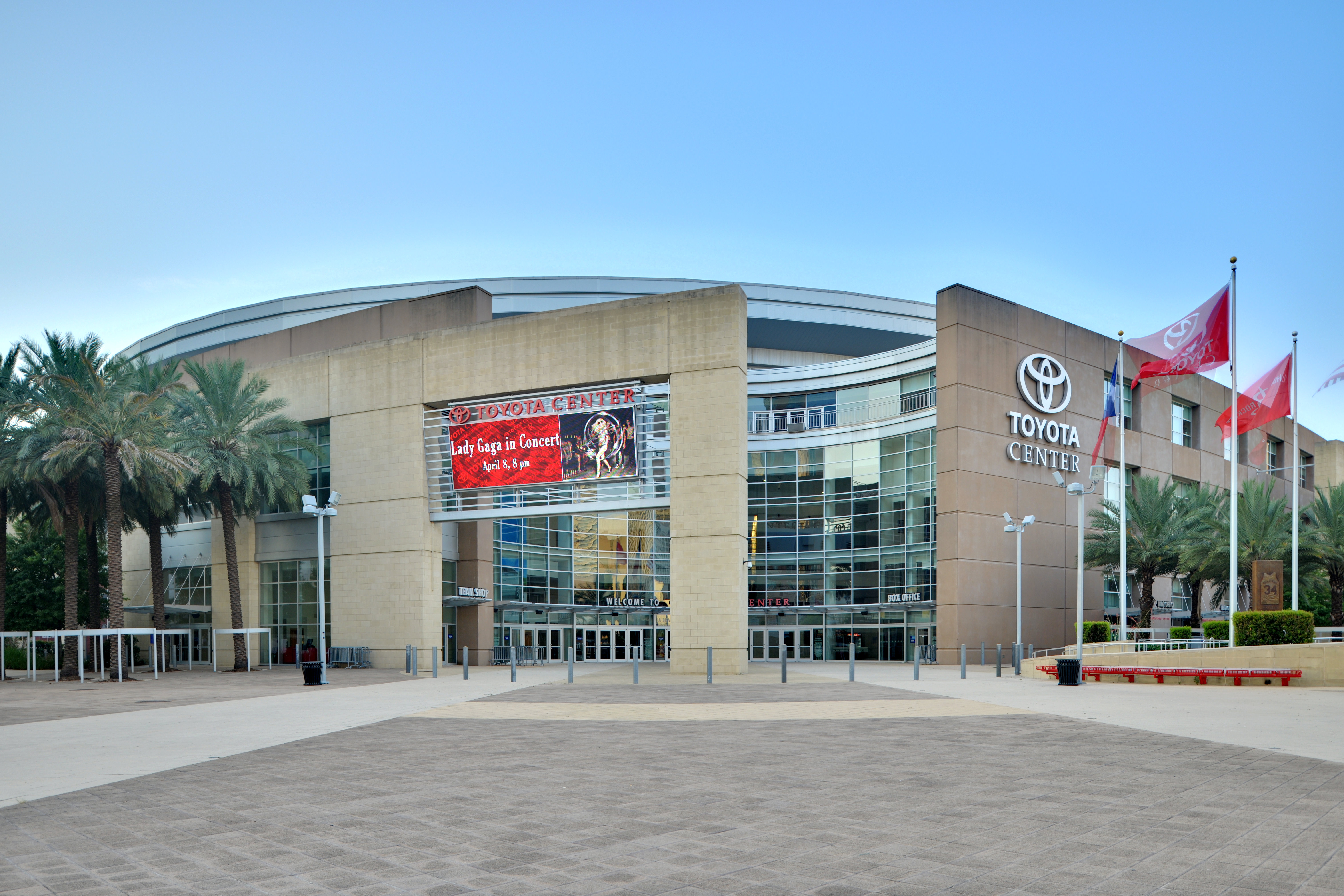
Toyota Center – aktualna hala Houston Rockets.

## Stroje

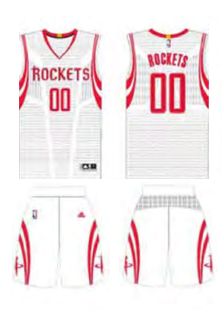
Domowe
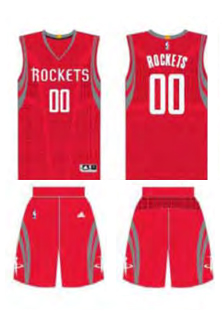
Wyjazdowe
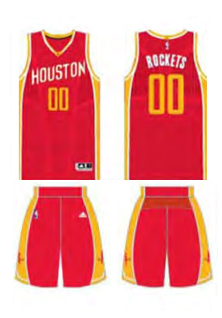
Alternatywne

## Zawodnicy

### Kadra w sezonie 2019/20
Stan na 3 września 2020
| Nr | Poz. | Nar.              | Nazwisko i imię    | Data urodzenia | Wzrost | Masa ciała |
| -- | ---- | ----------------- | ------------------ | -------------- | ------ | ---------- |
| 5  | F    | Brazylia          | Caboclo, Bruno     | 1995–09–21     | 206 cm | 99 kg      |
| 9  | SF   | Stany Zjednoczone | Carroll, DeMarre   | 1986–07–27     | 198 cm | 98 kg      |
| 19 | C    | Stany Zjednoczone | Chandler, Tyson    | 1982–10–02     | 213 cm | 107 kg     |
| 3  | PG   | Stany Zjednoczone | Clemons, Chris     | 1997–07–23     | 175 cm | 82 kg      |
| 33 | F    | Stany Zjednoczone | Covington, Robert  | 1990–12–14     | 201 cm | 95 kg      |
| 21 | SG   | Stany Zjednoczone | Frazier, Michael   | 1994–03–08     | 191 cm | 91 kg      |
| 32 | F    | Stany Zjednoczone | Green, Jeff        | 1986–08–28     | 203 cm | 107 kg     |
| 10 | SG   | Stany Zjednoczone | Gordon, Eric       | 1988–12–25     | 191 cm | 98 kg      |
| 13 | PG   | Stany Zjednoczone | Harden, James      | 1989–08–26     | 196 cm | 100 kg     |
| 4  | G/F  | Stany Zjednoczone | House, Danuel      | 1993–06–07     | 198 cm | 100 kg     |
| 12 | F    | Kamerun           | Mbah a Moute, Luc  | 1986–09–09     | 204 cm | 104 kg     |
| 16 | SG   | Stany Zjednoczone | McLemore, Ben      | 1993–02–11     | 191 cm | 86 kg      |
| –  | G/F  | Stany Zjednoczone | Nwaba, David       | 1993–01–14     | 196 cm | 99 kg      |
| 25 | SG   | Stany Zjednoczone | Rivers, Austin     | 1992–08–01     | 191 cm | 91 kg      |
| 18 | G/F  | Szwajcaria        | Sefolosha, Thabo   | 1984–05–02     | 198 cm | 98 kg      |
| 17 | SF   | Stany Zjednoczone | Tucker, P.J.       | 1985–05–05     | 196 cm | 111 kg     |
| 0  | PG   | Stany Zjednoczone | Westbrook, Russell | 1988–11–12     | 191 cm | 91 kg      |

Trener:  Mike D’Antoni
 Asystenci: Matt Brase • Brett Gunning • Dan Hartfield • John Lucas • Elston Turner

### Kadra w sezonie 2021/22
Stan na 22 października 2021
| Nr | Poz. | Nar.              | Nazwisko i imię    | Data urodzenia | Wzrost | Masa ciała |
| -- | ---- | ----------------- | ------------------ | -------------- | ------ | ---------- |
| 0  | F    | Stany Zjednoczone | Green, Jalen       | 2002–02–09     | 198 cm | 80 kg      |
| 35 | C/F  | Stany Zjednoczone | Wood, Christian    | 1995–09–27     | 208 cm | 97 kg      |
| 3  | G/F  | Stany Zjednoczone | Porter Jr., Kevin  | 2000–05–04     | 193 cm | 92 kg      |
| 10 | G/F  | Stany Zjednoczone | Gordon, Eric       | 1988–12–25     | 190 cm | 97 kg      |
| 8  | SF   | Stany Zjednoczone | Tate, Jae’Sean     | 1995–10–28     | 193 cm | 104 kg     |
| 27 | C    | Niemcy            | Theis, Daniel      | 1992–04–04     | 203 cm | 111 kg     |
| 28 | F    | Turcja            | Şengün, Alperen    | 2002–07–25     | 206 cm | 106 kg     |
| 14 | PG   | Stany Zjednoczone | Augustin, D.J.     | 1987–11–10     | 180 cm | 83 kg      |
| 2  | G/F  | Stany Zjednoczone | Nwaba, David       | 1993–01–14     | 196 cm | 99 kg      |
| 4  | G/F  | Stany Zjednoczone | House, Danuel      | 1993–06–07     | 198 cm | 100 kg     |
| 6  | SF   | Stany Zjednoczone | Martin Jr., Kenyon | 2001–01–06     | 198 cm | 97 kg      |
| 7  | SG   | Stany Zjednoczone | Brooks, Armoni     | 1998–06–05     | 190 cm | 88 kg      |
| 9  | G    | Stany Zjednoczone | Christopher, Josh  | 2001–12–08     | 196 cm | 97 kg      |
| 16 | F    | Hiszpania         | Garuba, Usman      | 2002–03–09     | 203 cm | 99 kg      |
| 24 | SG   | Stany Zjednoczone | Mathews, Garrison  | 1996–10–24     | 196 cm | 97 kg      |

Trener:  Stephen Silas
 Asystenci: Barbara Turner • John Lucas II • Jeff Hornacek • Will Weaver • Rick Higgins • DeSagana Diop

### Międzynarodowe prawa
| PG   | Stany Zjednoczone | Kyle Hill          | 2001 NBA Draft | 44 numer |
| PF   | Belgia            | Axel Hervelle      | 2005 NBA Draft | 52 numer |
| SF   | Australia         | Brad Newley        | 2007 NBA Draft | 54 numer |
| PG   | Hiszpania         | Sergio Llull       | 2009 NBA Draft | 34 numer |
| SF   | Grecja            | Kostas Papanikolau | 2012 NBA Draft | 48 numer |
| PF/C | Czarnogóra        | Marko Todorović    | 2013 NBA Draft | 45 numer |

## Trenerzy
Stan na koniec sezonu 2019/20
| San Diego Rockets |                  |           |     |     |     |      |    |    |    |      |                                                |
| 1                 | Jack McMahon     | 1968–1970 | 190 | 61  | 129 | 32,1 | 6  | 2  | 4  | 33,3 |                                                |
| 2                 | Alex Hannum      | 1970–1971 | 138 | 58  | 80  | 42   | –  | –  | –  | –    |                                                |
| Houston Rockets   |                  |           |     |     |     |      |    |    |    |      |                                                |
| 3                 | Tex Winter       | 1971–1973 | 129 | 51  | 78  | 39,5 | –  | –  | –  | –    |                                                |
| 4                 | Johnny Egan      | 1973–1976 | 281 | 129 | 152 | 45,9 | 8  | 3  | 5  | 37,5 |                                                |
| 5                 | Tom Nissalke     | 1976–1979 | 246 | 124 | 122 | 50,4 | 14 | 6  | 8  | 42,9 | Trener Roku 1976–77                            |
| 6                 | Del Harris       | 1979–1983 | 328 | 141 | 187 | 43   | 31 | 15 | 16 | 48,4 | Finał NBA 1981                                 |
| 7                 | Bill Fitch       | 1983–1988 | 410 | 216 | 194 | 52,7 | 39 | 21 | 18 | 53,8 | Jeden z 10 najlepszych trenerów w historii NBA |
| 8                 | Don Chaney       | 1988–1992 | 298 | 164 | 134 | 55   | 11 | 2  | 9  | 18,2 | Trener Roku 1990–91                            |
| 9                 | Rudy Tomjanovich | 1992–2003 | 900 | 503 | 397 | 55,9 | 90 | 51 | 39 | 56,7 | 2 mistrzostwa NBA (1994, 1995)                 |
| 10                | Jeff Van Gundy   | 2003–2007 | 328 | 182 | 146 | 55,5 | 19 | 7  | 12 | 36,8 |                                                |
| 11                | Rick Adelman     | 2007–2011 | 328 | 193 | 135 | 58,8 | 19 | 9  | 10 | 47,4 | 3. najdłuższa seria zwycięstw w historii NBA   |
| 12                | Kevin McHale     | 2011–2015 | 323 | 193 | 130 | 59,8 | 29 | 13 | 16 | 44,8 |                                                |
| 13                | J.B. Bickerstaff | 2015–2016 | 71  | 37  | 34  | 52,1 | 5  | 1  | 4  | 20,0 |                                                |
| 14                | Mike D’Antoni    | 2016–2020 | 318 | 217 | 101 | 68,2 | 51 | 28 | 23 | 54,9 | Trener Roku 2016–17                            |
| 15                | Stephen Silas    | 2020-     |     |     |     |      |    |    |    |      |                                                |

## Zastrzeżone numery
| Houston Rockets zastrzeżone numery |                  |         |           |
| Nr                                 | Imię i nazwisko  | Pozycja | Lata gry  |
| 11                                 | Yao Ming         | C       | 2002–2011 |
| 22                                 | Clyde Drexler    | SG      | 1995–1998 |
| 23                                 | Calvin Murphy    | G       | 1970–1983 |
| 24                                 | Moses Malone     | C       | 1976–1982 |
| 34                                 | Hakeem Olajuwon  | C       | 1984–2001 |
| 45                                 | Rudy Tomjanovich | SF      | 1970–1981 |
| CD                                 | Carroll Dawson   | Trener  | 1979–2007 |

### Włączeni do Koszykarskiej Galerii Sław
- Rick Barry – 1987
- Elvin Hayes – 1990
- Calvin Murphy – 1993
- Moses Malone – 2001
- Clyde Drexler – 2004
- Charles Barkley – 2006
- Hakeem Olajuwon – 2008
- Scottie Pippen – 2010
- Ralph Sampson – 2012
- Dikembe Mutombo – 2015
- Yao Ming – 2016
- Tracy McGrady – 2017
- trener Alex Hannum
- trener Tex Winter

## Nagrody i wyróżnienia

### Sezon
MVP Sezonu
- Moses Malone – 1979, 1982
- Hakeem Olajuwon – 1994
- James Harden – 2018

MVP Finałów
- Hakeem Olajuwon – 1994, 1995

Obrońca Roku
- Hakeem Olajuwon – 1993, 1994

Debiutant Roku
- Ralph Sampson – 1984
- Steve Francis – 2000

Rezerwowy roku
- Eric Gordon – 2017

Największy Postęp
- Aaron Brooks – 2010

Trener Roku
- Tom Nissalke – 1977
- Don Chaney – 1991
- Mike D’Antoni – 2017

Menedżer Roku
- Ray Patterson – 1977
- Daryl Morey – 2018

J. Walter Kennedy Citizenship Award
- Calvin Murphy – 1971
- Dikembe Mutombo – 2009

NBA IBM Award
- Hakeem Olajuwon – 1993

All-NBA First Team
- Moses Malone – 1979, 1982
- Hakeem Olajuwon – 1987, 1988, 1989, 1993, 1994, 1997
- James Harden – 2014, 2015, 2017, 2018, 2019, 2020

All-NBA Second Team
- Moses Malone – 1980, 1981
- Ralph Sampson – 1984
- Hakeem Olajuwon – 1986, 1990, 1996
- Yao Ming – 2007, 2009
- Tracy McGrady – 2007
- Dwight Howard – 2014

All-NBA Third Team
- Hakeem Olajuwon – 1991, 1995, 1999
- Clyde Drexler – 1995
- Yao Ming – 2004, 2006, 2008
- Tracy McGrady – 2005, 2008
- James Harden – 2013
- Russell Westbrook – 2020

NBA All-Defensive First Team
- Hakeem Olajuwon – 1987, 1988, 1990, 1993, 1994
- Rodney McCray – 1988
- Patrick Beverley - 2017

NBA All-Defensive Second Team
- Moses Malone – 1979
- Hakeem Olajuwon – 1985, 1991, 1996, 1997
- Rodney McCray – 1987
- Shane Battier – 2008, 2009
- Ron Artest – 2009
- Patrick Beverley - 2014

NBA Rookie First Team
- Elvin Hayes – 1969
- Calvin Murphy – 1971
- Joe Meriweather – 1976
- John Lucas – 1977
- Ralph Sampson – 1984
- Hakeem Olajuwon – 1985
- Steve Francis – 2000
- Yao Ming – 2003
- Luis Scola – 2008

NBA Rookie Second Team
- Robert Horry – 1993
- Matt Maloney – 1997
- Cuttino Mobley – 1999
- Michael Dickerson – 1999
- Eddie Griffin – 2002
- Luther Head – 2006
- Carl Landry – 2008
- Chandler Parsons – 2012

### NBA All-Star Weekend
MVP All-Star Game
- Ralph Sampson – 1985

Zwycięzcy konkursu wsadów
- Eric Gordon – 2017

Zwycięzcy Skills Challenge
- Patrick Beverley – 2015

Zwycięzcy Shooting Stars
- Kenny Smith – 2010

Zwycięzcy konkursu 2 Ball
- Clyde Drexler – 1998

Trenerzy składów All-Star
- Rudy Tomjanovich – 1997

Nominowani do All-Star Game
- Don Kojis – 1968–1969
- Elvin Hayes – 1969–1972
- Jack Marin – 1973
- Rudy Tomjanovich – 1974–1977, 1979
- Moses Malone – 1978–1982
- Calvin Murphy – 1979
- Ralph Sampson – 1984–1987
- Hakeem Olajuwon – 1985–1990, 1992–1997
- Otis Thorpe – 1992
- Charles Barkley – 1997
- Clyde Drexler – 1996–1997
- Steve Francis – 2002–2004
- Tracy McGrady – 2005–2007
- Yao Ming – 2003-2009, 2011
- James Harden – 2013–2017
- Dwight Howard – 2014

Uczestnicy Rookie Challenge
- Sam Cassell – 1994
- Matt Maloney – 1997
- Rodrick Rhodes – 1998
- Cuttino Mobley – 2000
- Steve Francis – 2000, 2001
- Yao Ming – 2004
- Luther Head – 2006, 2007
- Luis Scola – 2008, 2009
- Aaron Brooks – 2009
- Chandler Parsons – 2013
- Terrence Jones – 2014

## Statystyczni liderzy NBA
Liderzy strzelców
- Elvin Hayes – 1969
- James Harden – 2018,2019

Liderzy w zbiórkach
- Elvin Hayes – 1970
- Moses Malone – 1979, 1981–1982
- Hakeem Olajuwon – 1989–1990

Liderzy w blokach
- Hakeem Olajuwon – 1990–1991, 1993

Liderzy w skuteczności rzutów wolnych
- Rick Barry – 1979–1980
- Calvin Murphy – 1981, 1983

Liderzy Asyst
James Harden 2017

## Statystyczni liderzy wszech czasów klubu
Pogrubiony – oznacza aktywnego zawodnika, nadal występującego w klubie

Kursywa – oznacza aktywnego zawodnika, nie występującego już w klubie
Punkty (sezon regularny – stan na koniec sezonu 2014–15)

- 1. Hakeem Olajuwon (26 511)
- 2. Calvin Murphy (17 949)
- 3. Rudy Tomjanovich (13 383)
- 4. Elvin Hayes (11 762)
- 5. Moses Malone (11 119)
- 6. Yao Ming (9 247)

- 7. Robert Reid (8 823)
- 8. Mike Newlin (8 480)
- 9. Otis Thorpe (8 177)
- 10. Cuttino Mobley (7 448)
- 11. Steve Francis (7 281)
- 12. Tracy McGrady (6 888)

- 13. Allen Leavell (6 684)
- 14. James Harden (6 091)
- 15. Vernon Maxwell (6 002)
- 16. Ralph Sampson (5 995)
- 17. Kenny Smith (5 910)
- 18. Luis Scola (5,597)

- 19. Rodney McCray (5 059)
- 20. Sleepy Floyd (5 030)
- 21. Stu Lantz (4 947)
- 22. Lewis Lloyd (4 384)
- 23. Clyde Drexler (4 155)
- 24. Buck Johnson (4 139)

- 25. John Block (4 138)
- 26. Don Kojis (4 037)
- 27. John Lucas II (3 756)
- 28. Kevin Kunnert (3 550)
- 29. Aaron Brooks (3 465)
- 30. Rafer Alston (3 370)

Pozostałe statystyki (sezon regularny – stan na koniec sezonu 2014–15)

Minuty
1. Hakeem Olajuwon (42 844)
2. Calvin Murphy (30 607)
3. Rudy Tomjanovich (25 714)
4. Robert Reid (21 718)
5. Elvin Hayes (20 782)

Zbiórki
1. Hakeem Olajuwon (13 382)
2. Elvin Hayes (6 974)
3. Moses Malone (6 959)
4. Rudy Tomjanovich (6 198)
5. Otis Thorpe (5 010)

Asysty
1. Calvin Murphy (4 402)
2. Allen Leavell (3 339)
3. Hakeem Olajuwon (2 992)
4. Mike Newlin (2 581)
5. Kenny Smith (2 457)

Przechwyty
1. Hakeem Olajuwon (2 088)
2. Calvin Murphy (1 165)
3. Allen Leavell (929)
4. Robert Reid (881)
5. Steve Francis (619)

Bloki
1. Hakeem Olajuwon (3 740)
2. Yao Ming (920)
3. Moses Malone (758)
4. Ralph Sampson (585)
5. Kelvin Cato (431)

## Sukcesy
| Tytuł              | Liczba | Rok |
| ------------------ | ------ | --- |
| Mistrz NBA         | 2      | 1994, 1995 |
| Mistrz Konferencji | 4      | 1981, 1986, 1994, 1995 |
| Mistrz dywizji     | 8      | 1977, 1986, 1993, 1994, 2015, 2018, 2019, 2020 |
| Występy w play-off | 34     | 1969, 1975, 1977, 1979, 1980, 1981, 1982, 1985, 1986, 1987, 1988, 1989, 1990, 1991, 1993, 1994, 1995, 1996, 1997, 1998, 1999, 2004, 2005, 2007, 2008, 2009, 2013, 2014, 2015, 2016, 2017, 2018, 2019, 2020 |

## Poszczególne sezony
Na podstawie:. Stan na koniec sezonu 2022/23
| Sezon             | Liga | Konferencja | Poz. w konf. | Dywizja   | Poz. w dywizji | Sezon regularny | Sezon regularny | Playoffs |
| Sezon             | Liga | Konferencja | Poz. w konf. | Dywizja   | Poz. w dywizji | Wyg.            | Por.            | Playoffs |
| ----------------- | ---- | ----------- | ------------ | --------- | -------------- | --------------- | --------------- | --- |
| San Diego Rockets |      |             |              |           |                |                 |                 | |
| 1967/68           | NBA  | Zachodnia   | 6            | –         | –              | 15              | 67              | |
| 1968/69           | NBA  | Zachodnia   | 4            | –         | –              | 37              | 45              | Porażka w pół. Konf. z Atlanta Hawks (2-4) |
| 1969/70           | NBA  | Zachodnia   | 7            | –         | –              | 27              | 55              | |
| 1970/71           | NBA  | Zachodnia   | 7            | Pacific   | 3              | 40              | 42              | |
| Houston Rockets   |      |             |              |           |                |                 |                 | |
| 1971/72           | NBA  | Zachodnia   | 7            | Pacific   | 4              | 34              | 48              | |
| 1972/73           | NBA  | Wschodnia   | 5            | Central   | 3              | 33              | 49              | |
| 1973/74           | NBA  | Wschodnia   | 6            | Central   | 3              | 32              | 50              | |
| 1974/75           | NBA  | Wschodnia   | 4            | Central   | 2              | 41              | 41              | Wygrana w 1. rundzie z New York Knicks (2-1) Porażka w pół. Konf. z Boston Celtics (1-4)                                                                                                   |
| 1975/76           | NBA  | Wschodnia   | 6            | Central   | 3              | 40              | 42              | |
| 1976/77           | NBA  | Wschodnia   | 2            | Central   | 1              | 49              | 33              | Wygrana w pół. Konf. z Washington Bullets (4-2) Porażka w finale Konf. z Philadelphia 76ers (2-4)                                                                                          |
| 1977/78           | NBA  | Wschodnia   | 9            | Central   | 6              | 28              | 54              | |
| 1978/79           | NBA  | Wschodnia   | 4            | Central   | 2              | 47              | 35              | Porażka w 1. rundzie z Atlanta Hawks (0-2) |
| 1979/80           | NBA  | Wschodnia   | 4            | Central   | 2              | 41              | 41              | Wygrana w 1. rundzie z San Antonio Spurs (2-1) Porażka w pół. Konf. z Boston Celtics (0-4)                                                                                                 |
| 1980/81           | NBA  | Zachodnia   | 6            | Midwest   | 3              | 40              | 42              | Wygrana w 1. rundzie z Los Angeles Lakers (2-1) Wygrana w pół. Konf. z San Antonio Spurs (4-3) Wygrana w finale Konf. z Sacramento Kings (4-1) Porażka w finale NBA z Boston Celtics (2-4) |
| 1981/82           | NBA  | Zachodnia   | 6            | Midwest   | 3              | 46              | 36              | Porażka w 1. rundzie z Seattle Sonics (1-2) |
| 1982/83           | NBA  | Zachodnia   | 12           | Midwest   | 6              | 14              | 68              | |
| 1983/84           | NBA  | Zachodnia   | 12           | Midwest   | 6              | 29              | 53              | |
| 1984/85           | NBA  | Zachodnia   | 3            | Midwest   | 2              | 48              | 34              | Porażka w 1. rundzie z Utah Jazz (2-3) |
| 1985/86           | NBA  | Zachodnia   | 2            | Midwest   | 1              | 51              | 31              | Wygrana w 1. rundzie z Sacramento Kings (3-0) Wygrana w pół. Konf. z Denver Nuggets (4-2) Wygrana w finale Konf. z Los Angeles Lakers (4-1) Porażka w finale NBA z Boston Celtics (2-4)    |
| 1986/87           | NBA  | Zachodnia   | 6            | Midwest   | 3              | 42              | 40              | Wygrana w 1. rundzie z Portland Trail Blazers (3-1) Porażka w pół. Konf. z Seattle SuperSonics (2-4)                                                                                       |
| 1987/88           | NBA  | Zachodnia   | 6            | Midwest   | 4              | 46              | 36              | Porażka w 1. rundzie z Dallas Mavericks (1-3) |
| 1988/89           | NBA  | Zachodnia   | 5            | Midwest   | 2              | 45              | 37              | Porażka w 1. rundzie z Seattle SuperSonics (1-3) |
| 1989/90           | NBA  | Zachodnia   | 8            | Midwest   | 5              | 41              | 41              | Porażka w 1. rundzie z Los Angeles Lakers (1-3) |
| 1990/91           | NBA  | Zachodnia   | 6            | Midwest   | 3              | 52              | 30              | Porażka w 1. rundzie z Los Angeles Lakers (0-3) |
| 1991/92           | NBA  | Zachodnia   | 9            | Midwest   | 3              | 42              | 40              | |
| 1992/93           | NBA  | Zachodnia   | 2            | Midwest   | 1              | 55              | 27              | Wygrana w 1. rundzie z Los Angeles Clippers (3-2) Porażka w pół. Konf. z Seattle SuperSonics (3-4)                                                                                         |
| 1993/94           | NBA  | Zachodnia   | 2            | Midwest   | 1              | 58              | 24              | Wygrana w 1. rundzie z Portland Trail Blazers (3-1) Wygrana w pół. Konf. z Phoenix Suns (4-3) Wygrana w finale Konf. z Utah Jazz (4-1) Wygrana w finale NBA z New York Knicks (4-3)        |
| 1994/95           | NBA  | Zachodnia   | 6            | Midwest   | 3              | 47              | 35              | Wygrana w 1. rundzie z Utah Jazz (3-2) Wygrana w pół. Konf. z Phoenix Suns (4-3) Wygrana w finale Konf. z San Antonio Spurs (4-2) Wygrana w finale NBA z Orlando Magic (4-0)               |
| 1995/96           | NBA  | Zachodnia   | 5            | Midwest   | 3              | 48              | 34              | Wygrana w 1. rundzie z Los Angeles Lakers (3-1) Porażka w pół. Konf. z Seattle SuperSonics (0-4)                                                                                           |
| 1996/97           | NBA  | Zachodnia   | 3            | Midwest   | 2              | 57              | 25              | Wygrana w 1. rundzie z Minnesota Timberwolves (3-0) Wygrana w pół. Konf. z Seattle SuperSonics (4-3) Porażka w finale Konf. z Utah Jazz (2-4)                                              |
| 1997/98           | NBA  | Zachodnia   | 8            | Midwest   | 4              | 41              | 41              | Porażka w 1. rundzie z Utah Jazz (2-3) |
| 1998/99           | NBA  | Zachodnia   | 5            | Midwest   | 3              | 31              | 19              | Porażka w 1. rundzie z Los Angeles Lakers (1-3) |
| 1999/00           | NBA  | Zachodnia   | 11           | Midwest   | 6              | 34              | 48              | |
| 2000/01           | NBA  | Zachodnia   | 9            | Midwest   | 5              | 45              | 37              | |
| 2001/02           | NBA  | Zachodnia   | 11           | Midwest   | 5              | 28              | 54              | |
| 2002/03           | NBA  | Zachodnia   | 9            | Midwest   | 5              | 43              | 39              | |
| 2003/04           | NBA  | Zachodnia   | 7            | Midwest   | 5              | 45              | 37              | Porażka w 1. rundzie z Los Angeles Lakers (1-4) |
| 2004/05           | NBA  | Zachodnia   | 5            | Southwest | 3              | 51              | 31              | Porażka w 1. rundzie z Dallas Mavericks (3-4) |
| 2005/06           | NBA  | Zachodnia   | 12           | Southwest | 5              | 34              | 48              | |
| 2006/07           | NBA  | Zachodnia   | 5            | Southwest | 3              | 52              | 30              | Porażka w 1. rundzie z Utah Jazz (3-4) |
| 2007/08           | NBA  | Zachodnia   | 5            | Southwest | 3              | 55              | 27              | Porażka w 1. rundzie z Utah Jazz (2-4) |
| 2008/09           | NBA  | Zachodnia   | 5            | Southwest | 2              | 53              | 29              | Wygrana w 1. rundzie z Portland Trail Blazers (4-2) Porażka w pół. Konf. z Los Angeles Lakers (3-4)                                                                                        |
| 2009/10           | NBA  | Zachodnia   | 9            | Southwest | 3              | 42              | 40              | |
| 2010/11           | NBA  | Zachodnia   | 9            | Southwest | 5              | 43              | 39              | |
| 2011/12           | NBA  | Zachodnia   | 9            | Southwest | 4              | 34              | 32              | |
| 2012/13           | NBA  | Zachodnia   | 8            | Southwest | 3              | 45              | 37              | Porażka w 1. rundzie z Oklahoma City Thunder (2-4) |
| 2013/14           | NBA  | Zachodnia   | 4            | Southwest | 2              | 54              | 28              | Porażka w 1. rundzie z Portland Trail Blazers (2-4) |
| 2014/15           | NBA  | Zachodnia   | 2            | Southwest | 1              | 56              | 26              | Wygrana w 1. rundzie z Dallas Mavericks (4-1) Wygrana w pół. Konf. z Los Angeles Clippers (4-3) Porażka w finale Konf. z Golden State Warriors (1-4)                                       |
| 2015/16           | NBA  | Zachodnia   | 8            | Southwest | 4              | 41              | 41              | Porażka w 1. rundzie z Golden State Warriors (1-4) |
| 2016/17           | NBA  | Zachodnia   | 3            | Southwest | 2              | 55              | 27              | Wygrana w 1. rundzie z Oklahoma City Thunder (4-1) Porażka w pół. Konf. z San Antonio Spurs (2-4)                                                                                          |
| 2017/18           | NBA  | Zachodnia   | 1            | Southwest | 1              | 65              | 17              | Wygrana w 1. rundzie z Minnesota Timberwolves (4-1) Wygrana w pół. Konf. z Utah Jazz (4-1) Porażka w finale Konf. z Golden State Warriors (3-4)                                            |
| 2018/19           | NBA  | Zachodnia   | 4            | Southwest | 1              | 53              | 29              | Wygrana w 1. rundzie z Utah Jazz (4-1) Porażka w pół. Konf. z Golden State Warriors (2-4)                                                                                                  |
| 2019/20           | NBA  | Zachodnia   | 4            | Southwest | 1              | 44              | 28              | Wygrana w 1. rundzie z Oklahoma City Thunder (4-3) Porażka w pół. Konf. z Los Angeles Lakers (1-4)                                                                                         |
| 2020/21           | NBA  | Zachodnia   | 15           | Southwest | 5              | 17              | 55              | |
| 2021/22           | NBA  | Zachodnia   | 15           | Southwest | 5              | 20              | 62              | |
| 2022/23           | NBA  | Zachodnia   | 14           | Southwest | 4              | 22              | 60              | |